# سنة كبيسة تبدأ يوم الإثنين
سنة كبيسة تبدأ يوم الإثنين هي تقويم أي سنة كبيسة (أي عدد أيام السنة هو 366 يوماً) التي تبدأ يوم الإثنين 1 يناير (كانون ثاني).

| | | |
| يناير- السبت - الأحد - الاثنين - الثلاثاء - الأربعاء - الخميس - الجمعة - 1 - 2 - 3 - 4 - 5 - 6 - 7 - 8 - 9 - 10 - 11 - 12 - 13 - 14 - 15 - 16 - 17 - 18 - 19 - 20 - 21 - 22 - 23 - 24 - 25 - 26 - 27 - 28 - 29 - 30 - 31  | فبراير- السبت - الأحد - الاثنين - الثلاثاء - الأربعاء - الخميس - الجمعة - 1 - 2 - 3 - 4 - 5 - 6 - 7 - 8 - 9 - 10 - 11 - 12 - 13 - 14 - 15 - 16 - 17 - 18 - 19 - 20 - 21 - 22 - 23 - 24 - 25 - 26 - 27 - 28 - 29          | مارس- السبت - الأحد - الاثنين - الثلاثاء - الأربعاء - الخميس - الجمعة - 1 - 2 - 3 - 4 - 5 - 6 - 7 - 8 - 9 - 10 - 11 - 12 - 13 - 14 - 15 - 16 - 17 - 18 - 19 - 20 - 21 - 22 - 23 - 24 - 25 - 26 - 27 - 28 - 29 - 30 - 31   |
| أبريل- السبت - الأحد - الاثنين - الثلاثاء - الأربعاء - الخميس - الجمعة - 1 - 2 - 3 - 4 - 5 - 6 - 7 - 8 - 9 - 10 - 11 - 12 - 13 - 14 - 15 - 16 - 17 - 18 - 19 - 20 - 21 - 22 - 23 - 24 - 25 - 26 - 27 - 28 - 29 - 30       | مايو- السبت - الأحد - الاثنين - الثلاثاء - الأربعاء - الخميس - الجمعة - 1 - 2 - 3 - 4 - 5 - 6 - 7 - 8 - 9 - 10 - 11 - 12 - 13 - 14 - 15 - 16 - 17 - 18 - 19 - 20 - 21 - 22 - 23 - 24 - 25 - 26 - 27 - 28 - 29 - 30 - 31  | يونيو- السبت - الأحد - الاثنين - الثلاثاء - الأربعاء - الخميس - الجمعة - 1 - 2 - 3 - 4 - 5 - 6 - 7 - 8 - 9 - 10 - 11 - 12 - 13 - 14 - 15 - 16 - 17 - 18 - 19 - 20 - 21 - 22 - 23 - 24 - 25 - 26 - 27 - 28 - 29 - 30       |
| يوليو- السبت - الأحد - الاثنين - الثلاثاء - الأربعاء - الخميس - الجمعة - 1 - 2 - 3 - 4 - 5 - 6 - 7 - 8 - 9 - 10 - 11 - 12 - 13 - 14 - 15 - 16 - 17 - 18 - 19 - 20 - 21 - 22 - 23 - 24 - 25 - 26 - 27 - 28 - 29 - 30 - 31  | أغسطس- السبت - الأحد - الاثنين - الثلاثاء - الأربعاء - الخميس - الجمعة - 1 - 2 - 3 - 4 - 5 - 6 - 7 - 8 - 9 - 10 - 11 - 12 - 13 - 14 - 15 - 16 - 17 - 18 - 19 - 20 - 21 - 22 - 23 - 24 - 25 - 26 - 27 - 28 - 29 - 30 - 31 | سبتمبر- السبت - الأحد - الاثنين - الثلاثاء - الأربعاء - الخميس - الجمعة - 1 - 2 - 3 - 4 - 5 - 6 - 7 - 8 - 9 - 10 - 11 - 12 - 13 - 14 - 15 - 16 - 17 - 18 - 19 - 20 - 21 - 22 - 23 - 24 - 25 - 26 - 27 - 28 - 29 - 30      |
| أكتوبر- السبت - الأحد - الاثنين - الثلاثاء - الأربعاء - الخميس - الجمعة - 1 - 2 - 3 - 4 - 5 - 6 - 7 - 8 - 9 - 10 - 11 - 12 - 13 - 14 - 15 - 16 - 17 - 18 - 19 - 20 - 21 - 22 - 23 - 24 - 25 - 26 - 27 - 28 - 29 - 30 - 31 | نوفمبر- السبت - الأحد - الاثنين - الثلاثاء - الأربعاء - الخميس - الجمعة - 1 - 2 - 3 - 4 - 5 - 6 - 7 - 8 - 9 - 10 - 11 - 12 - 13 - 14 - 15 - 16 - 17 - 18 - 19 - 20 - 21 - 22 - 23 - 24 - 25 - 26 - 27 - 28 - 29 - 30     | ديسمبر- السبت - الأحد - الاثنين - الثلاثاء - الأربعاء - الخميس - الجمعة - 1 - 2 - 3 - 4 - 5 - 6 - 7 - 8 - 9 - 10 - 11 - 12 - 13 - 14 - 15 - 16 - 17 - 18 - 19 - 20 - 21 - 22 - 23 - 24 - 25 - 26 - 27 - 28 - 29 - 30 - 31 |

أمثلة: سنوات على التقويم الغريغوري 1940, 1968, 1996, 2024, 2052.
وبالتالي، فإن تلك السنة يمكن أن تكون ممثلة على النحو التالي (مثال سنة:1996):